# Serguéi Prokópiev (cosmonauta)
Serguéi Valérievich Prokópiev (en ruso: Серге́й Вале́рьевич Проко́пьев; n. Ekaterimburgo, óblast de Sverdlovsk, RSFS de Rusia, 19 de febrero de 1975) es un cosmonauta, piloto de aviación militar y economista ruso. Está casado y tiene una hija y un hijo. Su hermano Eugene es un ingeniero de pruebas que trabaja para la corporación RKK Energiya y es candidato a cosmonauta.

## Carrera militar
Inició su carrera militar en 1992 cuando asistió a la Academia Militar "MM Raskova" de Tambov, pero debido al cierre de dicho centro en 1995 se tuvo que trasladar a la Academia de la Fuerza Aérea de Rusia, situada en Balashov, donde se graduó en 1997.
Hasta el 2007, después de graduarse, estuvo trabajando como asistente de las Fuerzas Armadas, luego fue comandante en las ciudades de Orsk, Riazán y Vozdvyzhenka. Durante esa época obtuvo un título en Economía por la Universidad Agrónoma de Michúrinsk.
Posteriormente, hasta el 2010 fue comandante de varias unidades aeronáuticas en las Bases Aéreas del óblast de Kaluga, de Engels y del óblast de Sarátov, donde también pilotaba los aviones Túpolev Tu-22M y Túpolev Tu-160.
Cabe destacar que el 9 de mayo de 2010 durante las celebraciones del Día de la Victoria, pudo participar volando el avión Túpolev Tu-160 sobre la Plaza Roja. 
En el mes de agosto de 2012 se retiró de las Fuerzas Armadas Rusas con el rango de Mayor. Durante toda su carrera militar ha llegado a pilotar los aviones Túpolev Tu-22M, Túpolev Tu-160 (anteriormente mencionados), Yakovlev Yak-52, Aero L-39 Albatros y Túpolev Tu-134, llegando a acumular más de 850 horas de vuelo y realizando 45 saltos en paracaídas.

## Carrera espacial
En octubre de 2010 fue uno de los seleccionados como candidatos a las pruebas de cosmonautas de la Roscosmos, comenzando el día 1 de febrero de 2011 su capacitación de dos años en el Centro de Entrenamiento de Cosmonautas Gagarin situado en la Ciudad de las Estrellas.
Durante su entrenamiento aprendió principalmente el funcionamiento de los sistemas de la nave espacial Soyuz y el segmento orbital ruso (ROS) de la Estación Espacial Internacional (ISS), entrenó para realizar la actividad extravehicular (EVA) y realizó entrenamientos de supervivencia en el agua, en lugares muy invernales y en el desierto.
El 22 de junio, la agencia Roscosmos lo asignó como miembro de la tripulación de reserva del vuelo espacial Soyuz TMA-18M, en calidad de segundo ingeniero de vuelo, para una misión de 10 días a bordo de la ISS. 
A principio de 2016 fue asignado como miembro de la tripulación principal del vuelo Soyuz MS-08 junto al cosmonauta ruso Oleg Artemyev y al estadounidense Andrew J. Feustel. 
Luego fueron cambiados al vuelo Soyuz MS-09 y tras la toma de varias decisiones hubo un cambio en la tripulación, que pasó a estar compuesta por Sergey, por el alemán Alexander Gerst y por la estadounidense Jeanette J. Epps que más tarde fue sustituida por Serena M. Auñón.

### Expedición 56/57
Finalmente, el 6 de junio de 2018 fue lanzado al espacio por primera vez, a bordo de la Soyuz MS-09, junto a Alexander Gerst y Serena M. Auñón que conformaron la Expedición 56/57 a la Estación Espacial Internacional.
Cabe destacar que durante su primer viaje al espacio pudo realizar, el 15 de agosto, una actividad extravehicular junto a su anterior compañero Oleg Artemyev, en la cual se encargaron de liberar cuatro cubos y de la instalación del experimento de Ícaro.
El 30 de agosto instaló el sellador en el orificio del módulo orbital del Soyuz MS-09, del cual fue comandante para detener la despresurización en curso. 
Y el 11 de diciembre junto al cosmonauta Oleg Kononenko pudo realizar otra EVA que duró un total de 7 horas y 45 minutos, para tapar un agujero de unos dos milímetros que fue detectado a finales de agosto en la nave Soyuz MS-09 y que su origen aún está por determinar, pero se piensa en la hipótesis de un sabotaje o que tal vez fuese producido por el impacto de algún pequeño meteorito. 
Este agujero estuvo provocando un escape de oxígeno y problemas de hermeticidad en la plataforma, pero tras esta EVA pudo ser totalmente reparado y tomaron muestras de los residuos hallados en el casco e imágenes de la zona para sean analizadas en tierra.
Su regreso estaba previsto en un principio para el 13 de diciembre, pero se tuvo que retrasar debido al incidente que sufrió la Soyuz MS-10 en la que viajaban el estadounidense Nick Hague y el ruso Aleksey Ovchinin, que a los 119 segundos de ascenso, cuando se separaron los bloques laterales de la primera etapa, se produjo una falla en uno de los propulsores En ese momento, se encendió una baliza de alarma y se separó del cohete la cápsula Soyuz en la que viajaban los astronautas, activándose el paracaídas. La cápsula regresó a la Tierra siguiendo una trayectoria balística, mucho más pronunciada de lo habitual y ambos tripulantes tuvieron que soportar fuerzas de hasta 6,7 G durante el abrupto descenso.
Sergey, Alexander Gerst y Serena M. Auñón finalmente pudieron regresar a la tierra el día 20 de diciembre tras misión de 197 días en el espacio.
Tomaron tierra sanos y salvos en el módulo de aterrizaje de la nave Soyuz MS-09 a las 05.02 horas GMT al sureste de la remota ciudad de Dzhezkazgan, en Kazajistán. Después del aterrizaje, fueron trasladados en helicóptero al área de preparación de recuperación en el sur de Kazajistán, donde ya se separaron para viajar hacia sus respectivos hogares. 
Cabe destacar que los tres, durante su estancia a bordo de la Estación Espacial, contribuyeron en cientos de experimentos en biología, biotecnología, ciencias físicas y ciencias de la Tierra. Los puntos destacados en sus trabajos, incluyeron investigaciones sobre nuevos métodos de tratamientos contra el cáncer y el crecimiento de algas en el espacio. También instalaron en el módulo Laboratorio Destiny una nueva "Life Sciences Glovebox" o Caja Guante de las Ciencias de Microgravedad, que es un área de trabajo sellada para las investigaciones de ciencias y tecnología.